# Karachi Electric Football Club
Maillots
Le Karachi Electric Football Club (en ourdou : کراچی الیکٹرک فٹ بال کلب), plus couramment abrégé en K- Electric FC, est un club pakistanais de football fondé en 1913 et basé dans la ville de Karachi.
Le club évolue en Pakistan Premier League. 

## Histoire
Fondée en 1913 sous le nom de Karachi Electric Supply Corporation FC, l'équipe joue ses matchs à domicile au Peoples Football Stadium de Karachi, dans la capitale.
En 2005, le KESC FC parvient à intégrer le championnat de première division nationale.
Il monte en puissance dans les années 2010 avec quatre finales consécutives de Coupe du Pakistan (toutes perdues) et deux places de dauphin en championnat. Le club change de nom en 2014 pour devenir le Karachi Electric Football Club.
Il remporte son premier titre l'année suivante en devenant champion du Pakistan. Ce succès lui permet de découvrir les compétitions continentales, par le biais de la Coupe de l'AFC.

## Palmarès
| Compétitions nationales |
| --- |
| - Championnat du Pakistan (1) : - Champion : 2014-15. - Vice-champion : 2012-13 et 2013-14. - Coupe du Pakistan : - Finaliste : 2011, 2012, 2013 et 2014. |

## Personnalités du club

### Présidents du club
- Zabe Khan

### Entraîneurs du club
- Hassan Baloch